# Нагорный (Мордовия)
Нагорный — посёлок в Ромодановском районе Мордовии. Входит в состав Малоберезниковского сельского поселения.

## География
Расположен на реке Аморда.

## История
Посёлок основан в 1923 году переселенцами из села Малые Березники.

## Население
| 2002 | 2010 |
| ---- | ---- |
| 25   | ↘21  |